# Chliara svidberti
Chliara svidberti är en fjärilsart som beskrevs av William Schaus 1924. Chliara svidberti ingår i släktet Chliara och familjen tandspinnare. Inga underarter finns listade i Catalogue of Life.